# Diabrotica tropica
Diabrotica tropica es una especie de insecto coleóptero de la familia Chrysomelidae.
Fue descrita científicamente en 1921 por Weise.